# Henry Cameron
Pour les articles homonymes, voir Cameron.
Henry Anthony Cameron, abrégé Henry Cameron, né le 28 juin 1997 à Lytham St Annes au Royaume-Uni, est un footballeur international néo-zélandais, possédant également la nationalité britannique. Il évolue au poste de milieu de terrain au Limerick FC.

## Carrière

### En club
Henry Cameron signe son premier contrat professionnel d'une durée d'un an et demi en janvier 2015. Six mois plus tard et après onze apparitions avec l'équipe première, il prolonge son contrat jusqu'en juin 2017.
En janvier 2017, il est prêté pour un mois au Telford United avec son coéquipier Luke Higham.

### En sélection
Cameron honore sa première sélection le 12 novembre 2015 lors d'un match amical contre Oman remporté un à zéro,.

## Statistiques
| Saison                | Club                      | Championnat           | Championnat | Championnat | Coupe nationale | Coupe nationale | Coupe de la Ligue | Coupe de la Ligue | EFL Trophy | EFL Trophy | Nouvelle-Zélande | Nouvelle-Zélande | Total | Total |
| Saison                | Club                      | Division              | M.          | B.          | M.              | B.              | M.                | B.                | M.         | B.         | M.               | B.               | M.    | B.    |
| 2014-2015             | Blackpool FC              | Championship          | 11          | 1           | 0               | 0               | 0                 | 0                 | -          | -          | -                | -                | 11    | 1     |
| 2015-2016             | Blackpool FC              | League One            | 14          | 0           | 1               | 0               | 1                 | 0                 | 0          | 0          | 1                | 0                | 17    | 0     |
| 2016-2017             | Blackpool FC              | League Two            | 0           | 0           | 0               | 0               | 1                 | 0                 | 2          | 0          | 1                | 0                | 4     | 0     |
| 2016-2017             | AFC Telford United (prêt) | National League North | 3           | 0           | -               | -               | -                 | -                 | -          | -          | -                | -                | 3     | 0     |
| Total sur la carrière | Total sur la carrière     | Total sur la carrière | 28          | 1           | 1               | 0               | 2                 | 0                 | 2          | 0          | 2                | 0                | 35    | 1     |